# 3 Histoires d'Indiens
Pour plus de détails, voir Fiche technique et Distribution.
3 Histoires d'Indiens est un film québécois réalisé et scénarisé par Robert Morin, sorti en 2014.

## Synopsis
L'histoire raconte la vie de trois jeunes amérindiens québécois durant une année en Abitibi-Témiscamingue.

## Fiche technique
- Titre original : 3 Histoires d'Indiens
- Réalisation : Robert Morin
- Scénario : Robert Morin
- Production : Virginie Dubois et Robert Morin
- Société(s) de production : Coop Vidéo de Montréal
- Société(s) de distribution : Coop Vidéo de Montréal
- Budget : 150 000 $[1]
- Pays d'origine :  Canada
- Langue originale : français
- Format : Couleur
- Genre : Fable, film d'essai
- Durée : 70 minutes
- Dates de sortie :
  -  Canada : 
    - 11 avril 2014

## Distribution
- Alicia Papatie-Pien
- Erik Papatie
- Marie-Claude Penosway
- Shandy-Ève Grant
- Shayne Brazeau